# La balada del regreso
 La balada del regreso  es una película de Argentina filmada en Eastmancolor dirigida por Oscar Barney Finn según su propio guion que se estrenó el 16 de mayo de 1974 y tuvo como actores principales a Ernesto Bianco, Elsa Daniel,  María Luisa Robledo y María Vaner. Fue rodada parcialmente en la provincia de Salta.

## Sinopsis
Un teniente salteño regresa con tropas unitarias a su provincia y debe cercar la estancia de un partidario federal.

## Reparto
Intervinieron en el filme los siguientes intérpretes:
- Ernesto Bianco
- Elsa Daniel
- María Luisa Robledo
- María Vaner
- Adrián Ghío
- Hugo Arana
- Julia von Grolman
- Laura Palmucci
- María José Demare
- Darwin Sánchez
- Hugo Martínez
- Ricardo Fasán
- Claudio García Ves

## Comentarios
Agustín Mahieu en La Opinión escribió:

”Propone un serio análisis crítico de la historia con criterio moderno… Importa esencialmente la observación íntima casi claustrofóbica de un grupo de personas enfrentadas por las pasiones de su tiempo”.

En Clarín Juan Carlos Frugone dijo:

”Una obra 'de cámara' con ricas sugerencias y mucho para rescatar”.

Manrupe y Portela escriben:

”Unitarios y federales desde una perspectiva revisionista filmada con cuidado estético y cierta lentitud narrativa”.